# Aéroport de Saint-Jacques-de-Compostelle
 (novembre 2021).
L'aéroport international de Saint-Jacques-de-Compostelle (Aeropuerto Internacional de Santiago de Compostela en espagnol ou Aeroporto Internacional de Santiago de Compostela en galicien) (code IATA : SCQ • code OACI : LEST), aussi connu comme Aéroport de Lavacolla, est un aéroport espagnol situé à 11 km à l'est de Saint-Jacques-de-Compostelle en Galice, au Nord-Ouest de l'Espagne. En 2020, l'aéroport est rebaptisé Santiago-Rosalía de Castro.
Cet aéroport a pris de l’importance en raison du pèlerinage de Saint-Jacques-de-Compostelle, qui amène de nombreuses personnes à Compostelle.

## Histoire
Un groupe de passionnés d’aéronautique décide de créer un aéroclub à Saint-Jacques-de-Compostelle en octobre 1932.
En 1934, un terrain est choisi pour l’installation d’un aérodrome dans la région appelée Crucero Bonito, dans la municipalité de Lavacolla. Les premiers travaux interviennent en 1935.
C'est le 27 septembre 1937 que les premiers services commerciaux réguliers ont commencé avec la compagnie aérienne « Santiago-Salamanque-Valladolid-Zaragoza » dans un contexte de guerre civile espagnole qui avait donné à l'aérodrome un statut militaire.
Entre 1940 et 1942, des travaux sont effectués au sein de l'aérodrome par les habitants et des bataillons de soldats ouvriers.
L’ouverture provisoire au trafic civil national et international commercial a lieu le 30 juin 1947. Une simple caserne en bois sert de protection aux voyageurs contre les intempéries.
À l’été 1948, des travaux d’asphaltage de la piste nord-sud commencent. Entre 1953 et 1954, ce sont les voies de circulation et le parking qui sont construits tandis qu’un centre d’émetteur a été construit avec une balise radio omnidirectionnelle qui a été installée. La balise de l’aéroport a été mise en service et un localisateur ILS portable a été installé en 1958. En 1961, un équipement VOR a été installé.
L’extension de la piste 36/18 est réalisée et un ILS est installé entre 1964 et 1967, le parc d’incendie est construit, la voie de circulation et le parking sont améliorés et agrandis et une nouvelle tour de contrôle et un nouveau terminal de passagers sont construits également. 1969 verra le jour d'une aérogare
En 1981, un terminal de fret a été construit avec l'installation de la douane en 1982.
La piste a été équipée d’un ILS Cat II/III en 1993.
Un nouvel aéroport modernisé est mis en service en octobre 2011 permettant d'accueillir 4 millions de passagers avec le maximum de garanties de sécurité, de qualité et de service (nouveau terminal, nouveau parking, nouvelles routes et nouveaux accès, agrandissement du parking des avions et nouvelle tour de contrôle).
Le 2 avril 2020, l'aéroport change de nom et est rebaptisé Santiago-Rosalía de Castro pour souligner la pertinence de l’écrivaine la plus représentative de la langue galicienne et ceci à l’occasion du 180e anniversaire de sa naissance et ainsi afin de justifier sa mémoire et sa contribution à la littérature européenne mais aussi sa lutte pour la récupération et la forge de l’identité de la Galice.

## Compagnies aériennes et destinations
| Compagnies      | Destinations |
| --------------- | --- |
| Aer Lingus      | En saison: Dublin |
| Air Europa      | En saison: Lanzarote-Arrecife, Ténériffe-Nord |
| easyJet         | Bâle-Mulhouse, Genève-Cointrin En saison: Londres-Gatwick |
| Edelweiss Air   | En saison: Zurich |
| Iberia          | Madrid-Barajas |
| Iberia Express  | Madrid-Barajas |
| Iberia Regional | Bilbao En saison: La Palma, Las Palmas/Gran Canaria, Madère-C. Ronaldo, Ténériffe-Nord |
| Lufthansa       | En saison: Francfort |
| Ryanair         | - Alicante-Elche, - Barcelone-El Prat, - Bergame-Orio al Serio, - Bologne-Borgo Panigale, - Charleroi Bruxelles-Sud, - Dublin, - Édimbourg, - Fuerteventura, - Lanzarote-Arrecife, - Las Palmas/Gran Canaria, - Londres-Stansted, - Madrid-Barajas, - Malaga-Costa del Sol, - Marseille-Provence, - Memmingen, - Palma de Majorque, - Paris-Beauvais, - Saragosse - Séville-San Pablo, - Ténériffe-Sud Reine Sofia, - Valence En saison: Gérone-Costa Brava, Ibiza, Minorque-Mahón |
| Vueling         | - Alicante-Elche, - Amsterdam, - Barcelone-El Prat, - Bilbao, - Fuerteventura, - Lanzarote-Arrecife, - Las Palmas/Gran Canaria, - Londres-Gatwick, - Malaga-Costa del Sol, - Palma de Majorque, - Paris-Charles de Gaulle, (Fin le 25 octobre 2025) - Paris-Orly, (débute le 26 octobre 2025) - Séville-San Pablo, - Ténériffe-Nord, - Valence En saison: Bruxelles-National, Zurich                                                                                               |

Édité le 16/04/2023
Concernant le fret, les compagnies DHL ou Swiftair opèrent sur l'aéroport vers Vitoria[source secondaire souhaitée].

## Situation

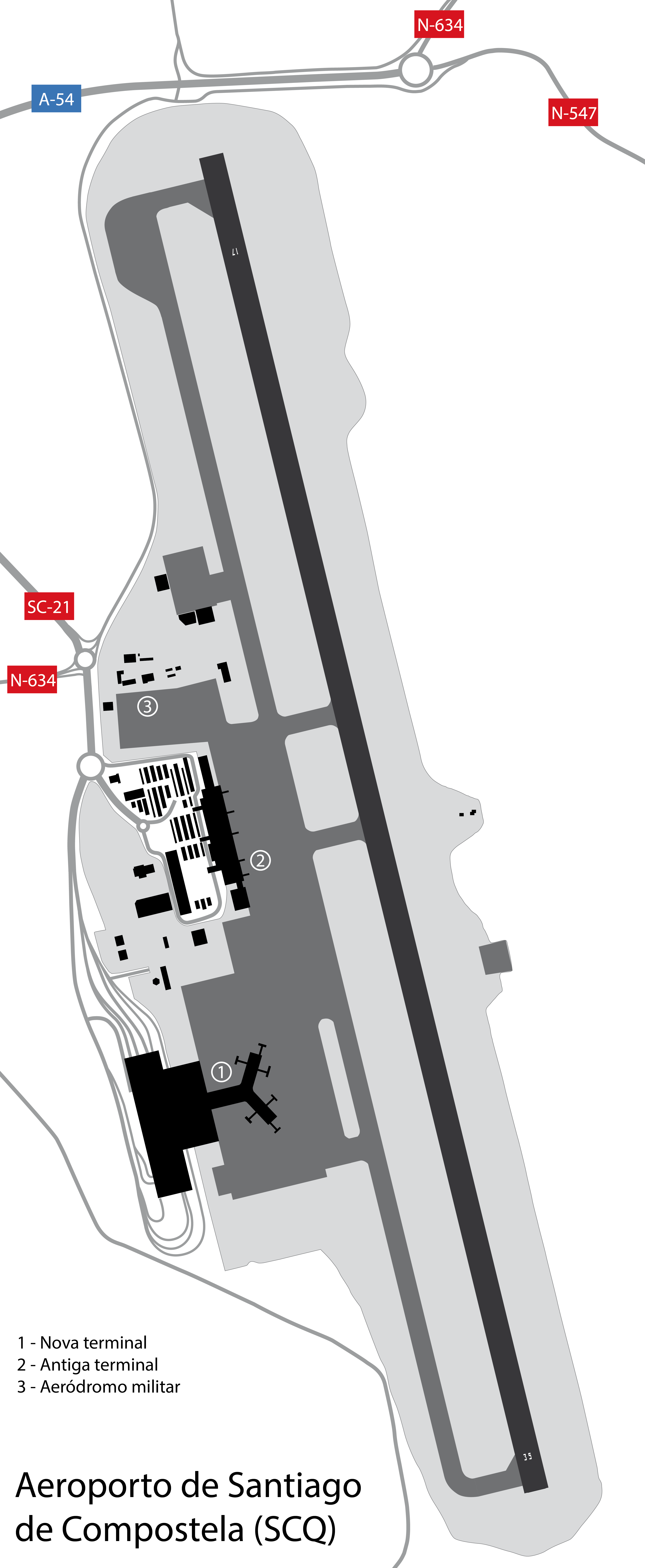
Aéroport diagramme

| \| 100 km1:11 216 000 \| Alicante Almería Andorre Badajoz Barcelone Bilbao Burgos León Castellón · de la Plana Ceuta Gérone Grenade Ibiza Jerez La Corogne Lleida Logroño Madrid Málaga Melilla Minorque Murcie Oviédo Palma de · Majorque Pampelune Reus Sabadell Saint-Jacques Saint-Sébastien Salamanque Santander Saragosse Séville Valence Valladolid Vigo Vitoria |
| 100 km1:11 216 000 |

Voir les Îles Canaries

## Trafic aérien
Depuis l'implantation de compagnies low-cost comme Ryanair, Vueling ou EasyJet, l'aéroport de Lavacolla a connu une augmentation régulière de son trafic passagers. En 2010 en particulier, grâce notamment à l'afflux de pèlerins pour l'année jacquaire, le nombre de passagers transportés a crû de 11,8 %.
Ces dernières années, le trafic marchandises a mieux résisté que celui des autres aéroports de Galice, du fait notamment de la position centrale et de l'offre de dessertes variées de l'aéroport de Lavacolla. Cependant, en valeur absolue, ce trafic de marchandises a décru régulièrement et de façon drastique.
En 2010, l'aéroport occupait le 17e rang national pour le trafic aérien, et le 9e rang pour le trafic domestique dans la péninsule Ibérique. En 2021 et ceci depuis 2015, Santiago occupe la 16e place nationale pour le nombre de passagers et la 10e place pour le fret de marchandises.

### Trafic général
Le graphique qui aurait dû être présenté ici ne peut pas être affiché car il utilise l'ancienne extension Graph, désactivée pour des questions de sécurité. Des indications pour créer un nouveau graphique avec la nouvelle extension Chart sont disponibles ici.

Voir la requête brute et les sources sur Wikidata.
| 2000         | 1.332.896 | 6.733.877 | 19.660 |
| 2001         | 1.281.334 | 6.288.793 | 19.084 |
| 2002         | 1.240.730 | 5.716.382 | 17.362 |
| 2003         | 1.381.826 | 5.318.564 | 18.454 |
| 2004         | 1.580.675 | 4.938.613 | 21.593 |
| 2005         | 1.843.118 | 3.805.386 | 25.693 |
| 2006         | 1.994.519 | 2.587.799 | 24.712 |
| 2007         | 2.050.121 | 2.749.984 | 24.637 |
| 2008         | 1.917.466 | 2.418.798 | 21.945 |
| 2009         | 1.944.068 | 1.988.641 | 20.166 |
| 2010         | 2.172.869 | 1.964.349 | 21.247 |
| 2011         | 2.464.431 | 1.787.504 | 22.317 |
| 2019         | 2.880.687 | 3.201.215 | 20.822 |
| 2020         | 929.751   | 2.981.222 | 9.062  |
| 2021         | 1.653.821 | 4.938.251 | 15.375 |
| Source: AENA |           |           |        |

## Galerie de photos

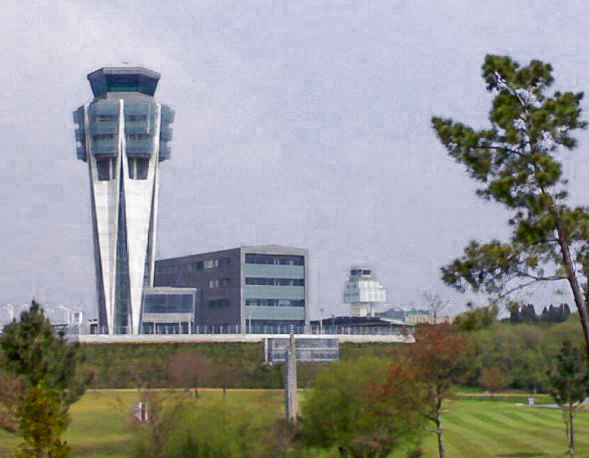
Tour de contrôle de l'aéroport de Lavacolla en 2021
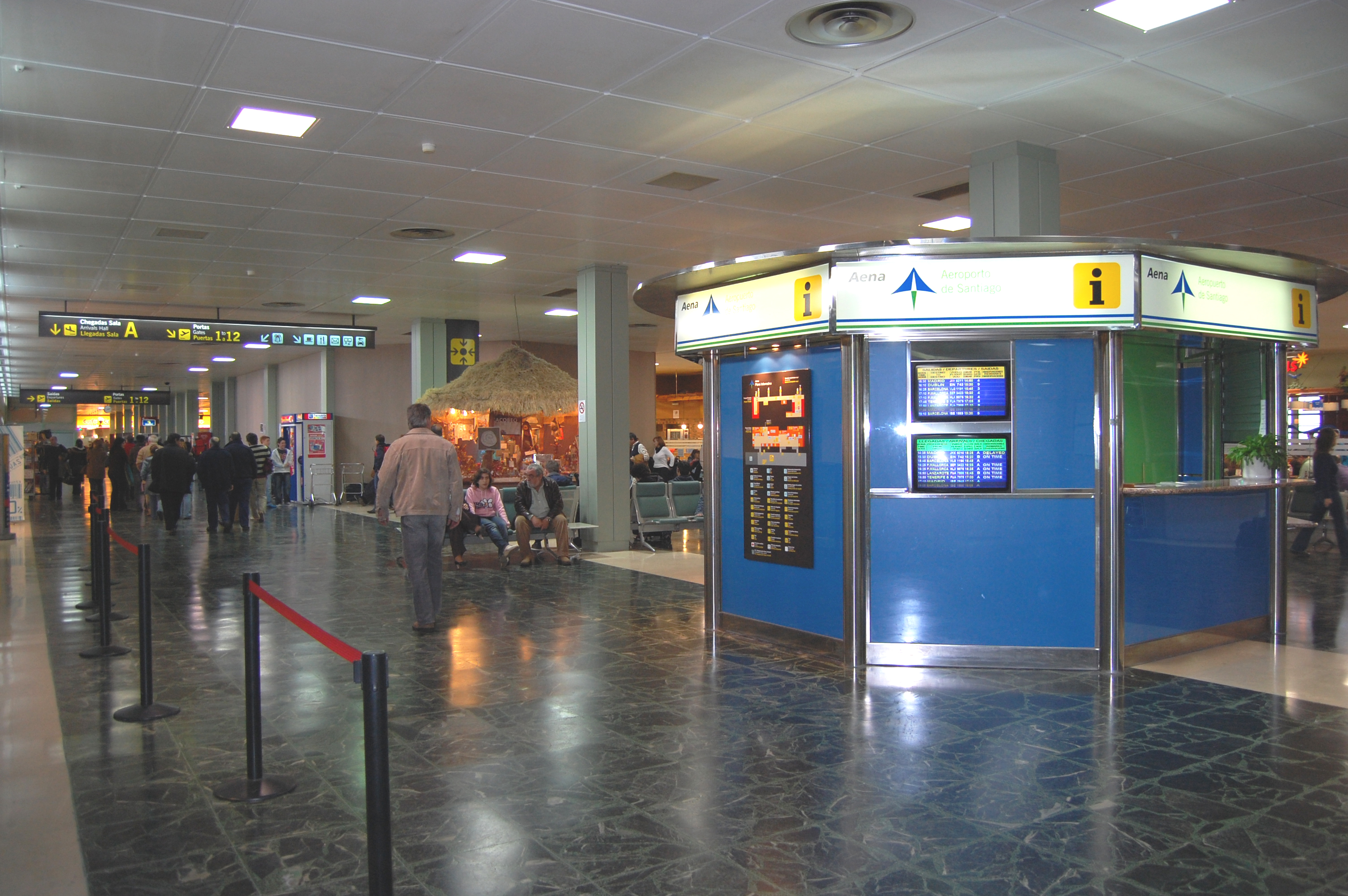
Aérogare de Santiago de Compostela
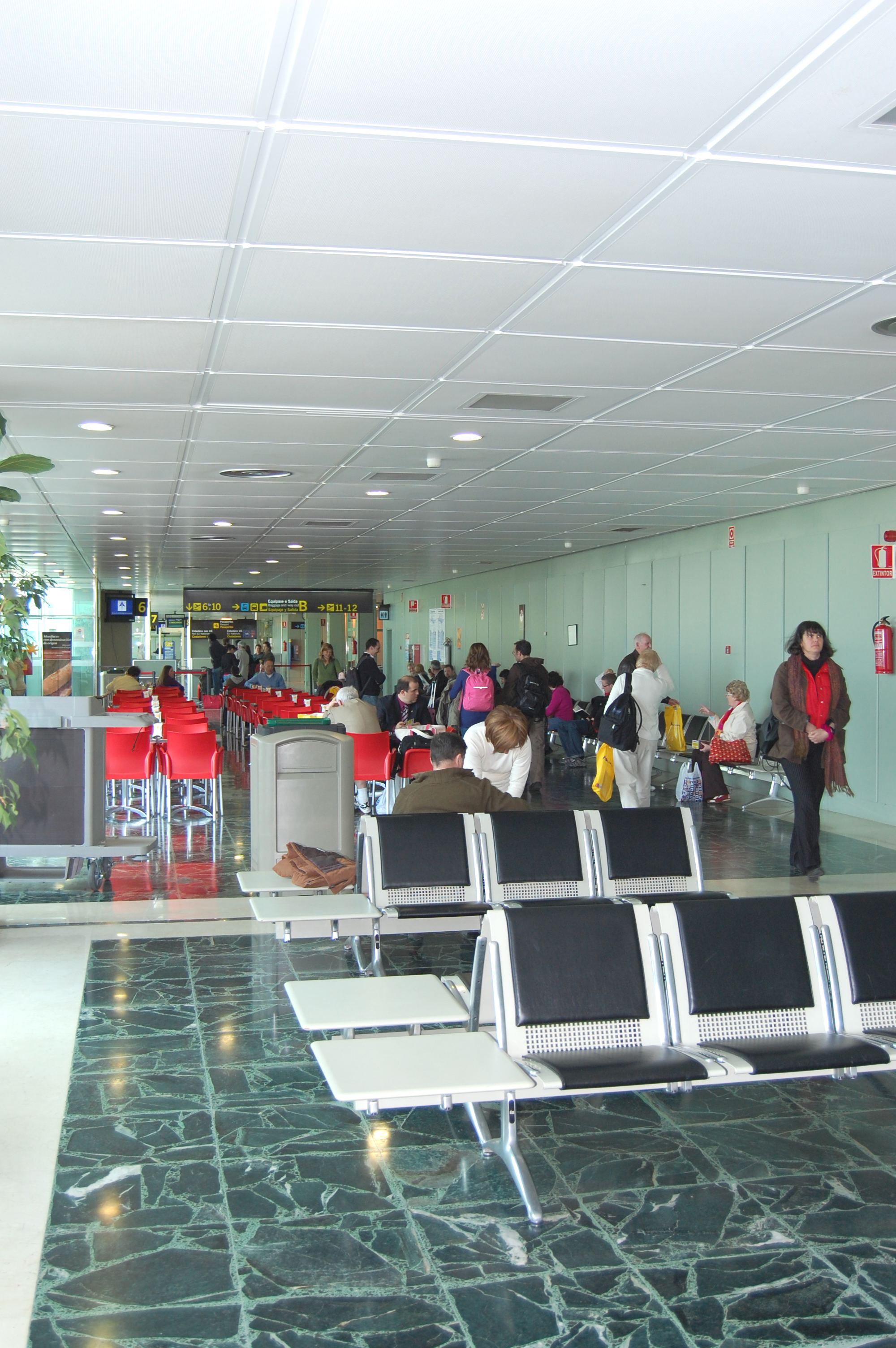
Salle d'attente de l'aéroport de Santiago de Compostela en 2007
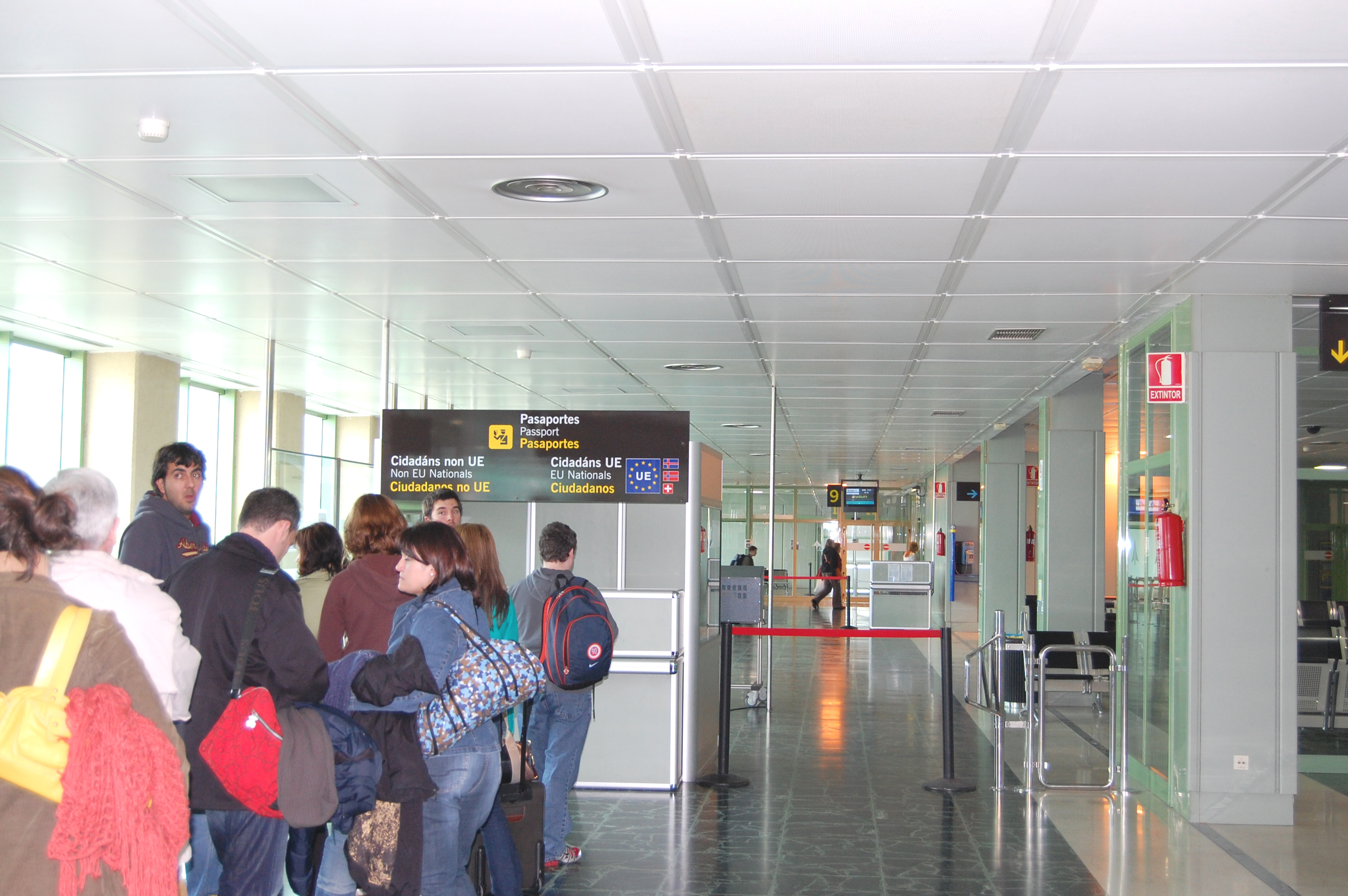
Salle d'embarquement de l'aéroport de Santiago de Compostela
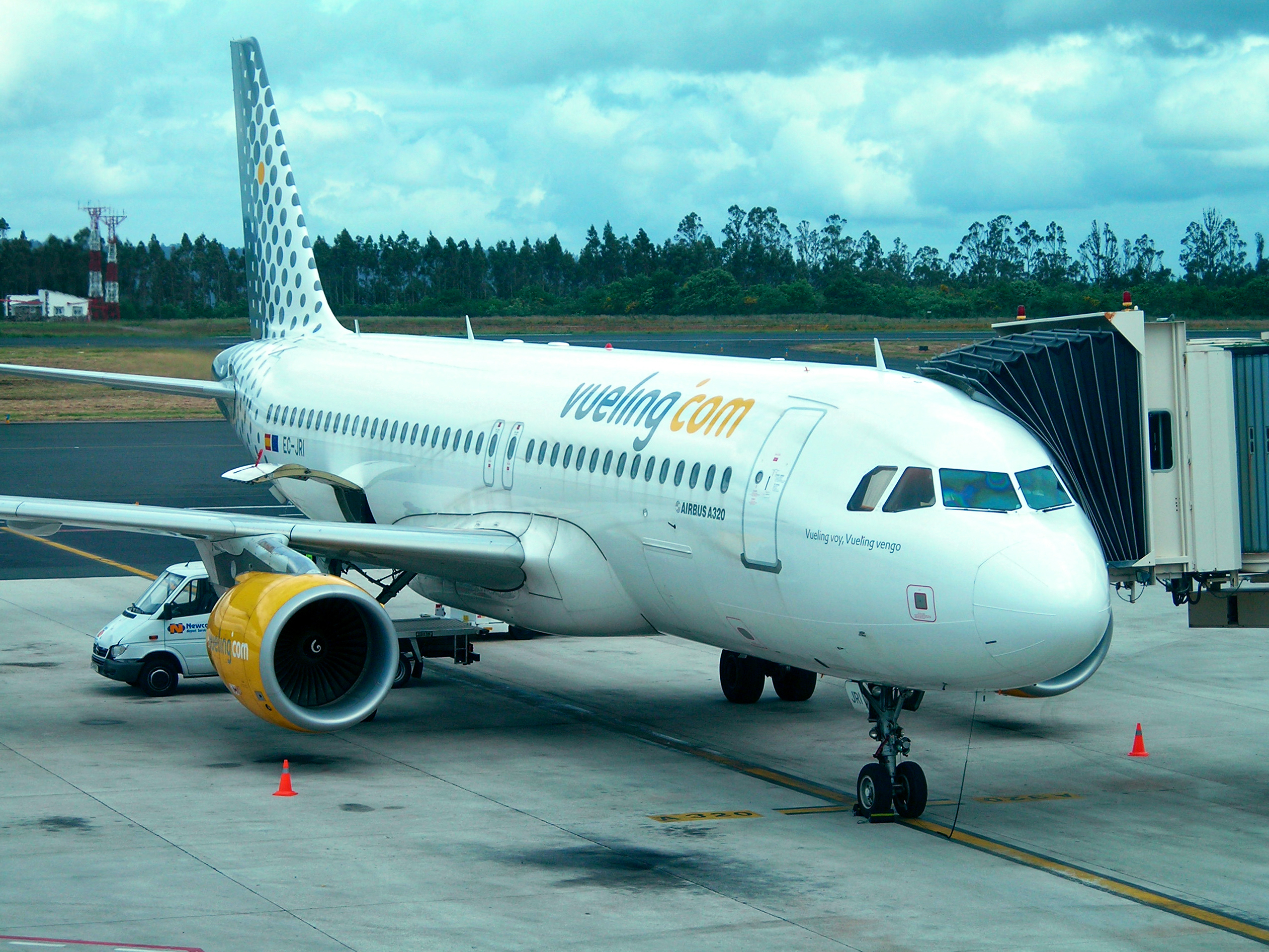
Airbus A320 de Vueling stationné sur l'aéroport de Santiago de Compostela
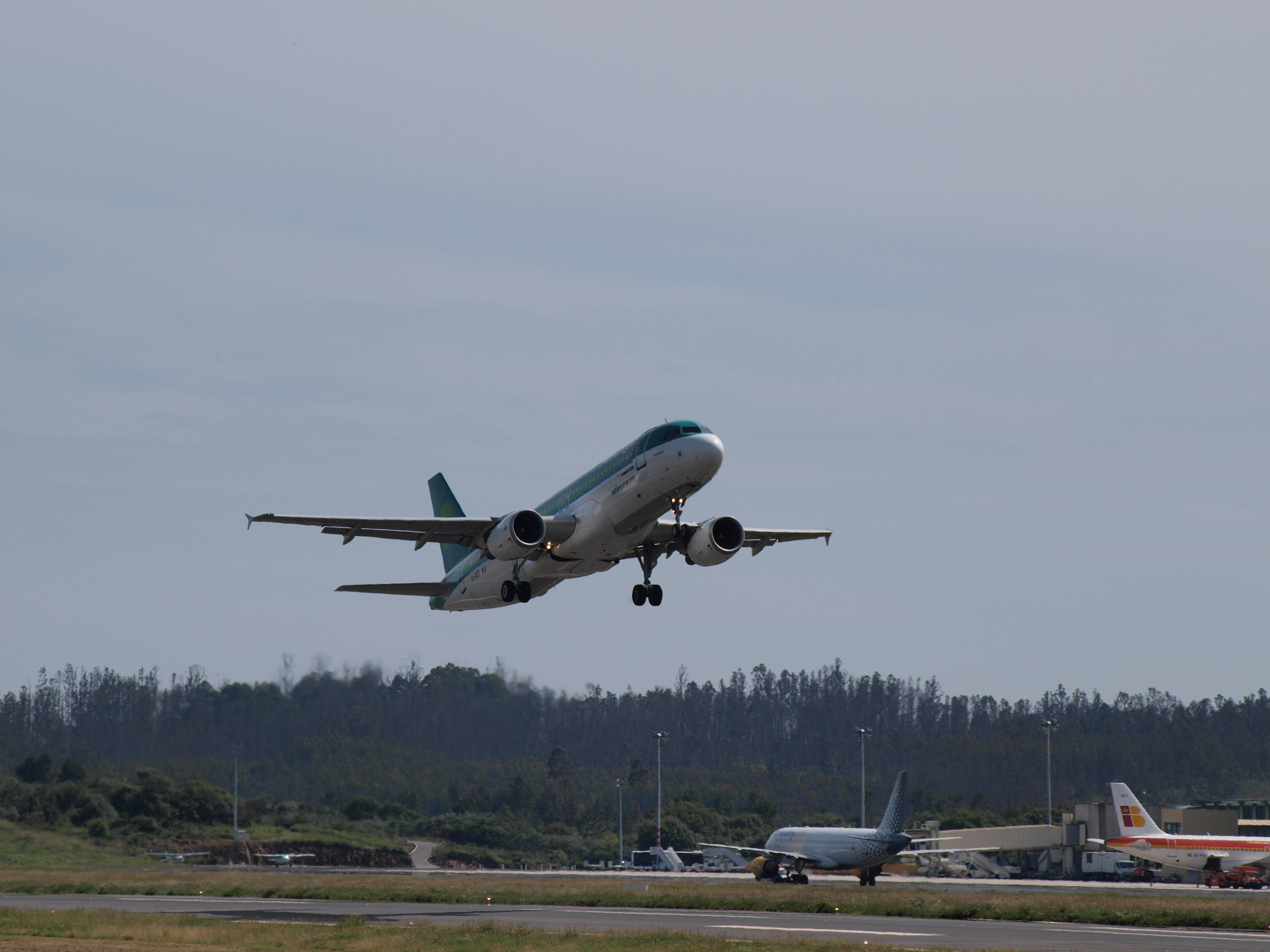
Avion de Aer Lingus décollant de l'aéroport de Santiago de Compostela